# Molophilus (Molophilus) hypipame
Molophilus (Molophilus) hypipame is een tweevleugelige uit de familie steltmuggen (Limoniidae). De soort komt voor in het Australaziatisch gebied.